# Henryk Olkiewicz
Henryk Olkiewicz (ur. 1 stycznia 1917, zm. 10 marca 1990) – związany z ostrowską kulturą muzyczną. Pedagog, organizator i założyciel pierwszej na terenie Ostrowa Wielkopolskiego placówki muzycznej - Społecznego Ogniska Muzycznego, którego od 1958 był jej kierownikiem a następnie dyrektorem. 
Zorganizowana placówka muzyczna dzięki wspólnym staraniom władz miasta i dyrektora Henryka Olkiewicza stała się zalążkiem powstania 1 stycznia 1974 Państwowej Szkoły Muzycznej I Stopnia. Henryk Olkiewicz został jej pierwszym dyrektorem. Funkcję tę sprawował do chwili odejścia na emeryturę w 1977.